# Ophiomyia maculata
Ophiomyia maculata este o specie de muște din genul Ophiomyia, familia Agromyzidae, descrisă de Spencer în anul 1981.
Este endemică în California. Conform Catalogue of Life specia Ophiomyia maculata nu are subspecii cunoscute.